# Meesovy proužky

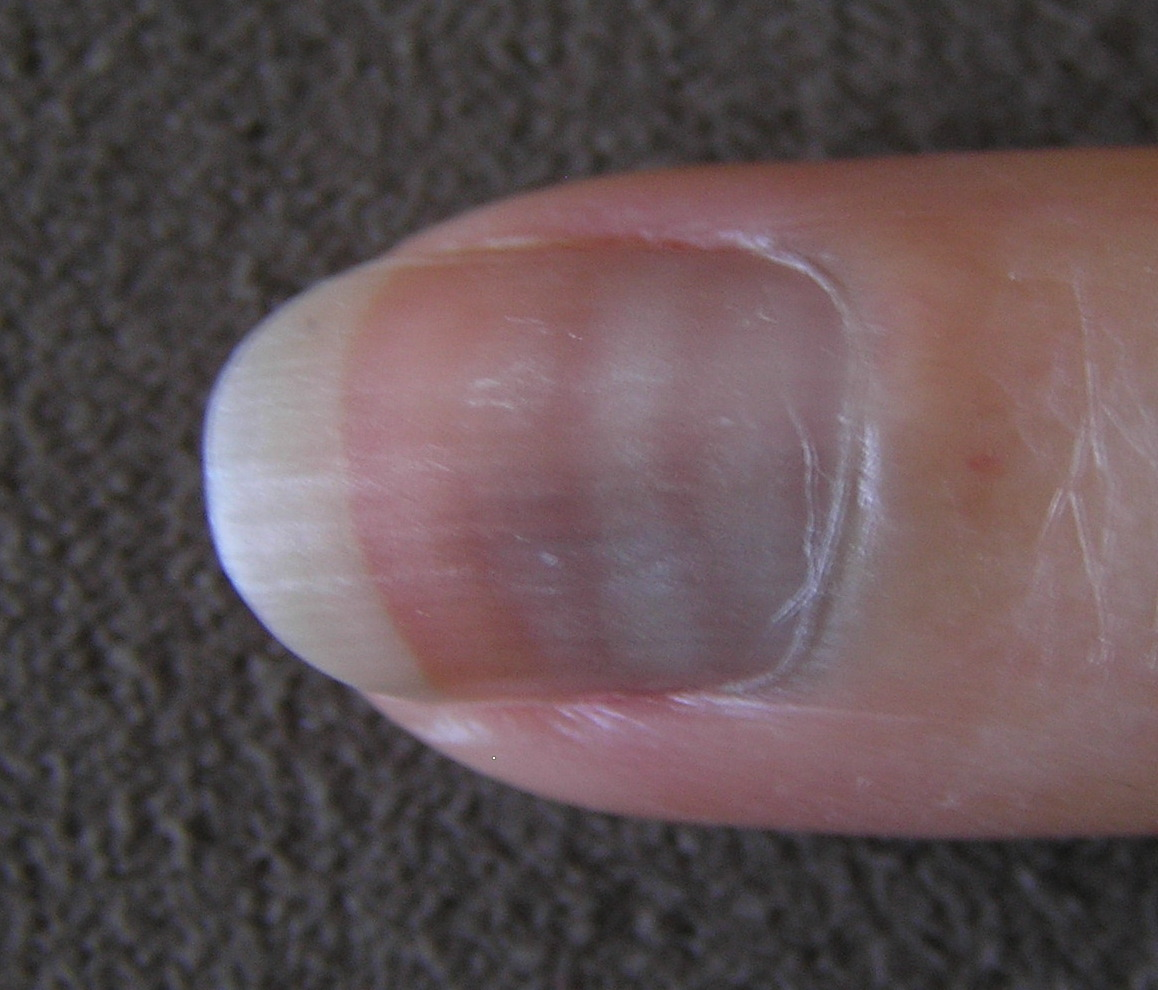
Meesovy proužky

Meesovy proužky je druh příčných proužků vznikajících v souvislosti s některými otravami, např. arzénem nebo thaliem, či těžším onemocněním. Jedná se o typ leukonychie.
Symptom, pojmenovaný po nizozemském lékaři R. A. Meesovi byl už dříve popsán jinými autory.